# Ruizantheda
Ruizantheda är ett släkte av bin. Ruizantheda ingår i familjen vägbin.
Kladogram enligt Catalogue of Life:
| Ruizantheda | \| \| Ruizantheda cerdai \| \| \| \| \| \| Ruizantheda divaricata \| \| \| \| \| \| Ruizantheda mutabilis \| \| \| \| \| \| Ruizantheda proxima \| \| \| \| |
|             | \| \| Ruizantheda cerdai \| \| \| \| \| \| Ruizantheda divaricata \| \| \| \| \| \| Ruizantheda mutabilis \| \| \| \| \| \| Ruizantheda proxima \| \| \| \| |
|             | Ruizantheda cerdai |
|             | |
|             | Ruizantheda divaricata |
|             | |
|             | Ruizantheda mutabilis |
|             | |
|             | Ruizantheda proxima |
|             | |